# Ушаки (посёлок, Ленинградская область)
Ушаки́ — посёлок в Тосненском городском поселении Тосненского района Ленинградской области.

## История
С 1917 по 1927 год посёлок Ушаки входил в состав Любанской волости Новгородского уезда Новгородской губернии.
С 1927 года в составе Ушакинского сельсовета Любанского района Ленинградской области.
С 1930 года в составе Тосненского района.

Земли посёлка Ушаки на карте 1941 года

Согласно топографической карте РККА 1941 года на землях современного посёлка располагался совхоз.
С 1 сентября 1941 года по 31 декабря 1943 года посёлок находился в оккупации.
По данным 1966 года населённый пункт назывался Посёлок совхоза Ушаки и входил в состав Рябовского сельсовета.
По данным 1973 года посёлок Ушаки входил в состав Ушакинского сельсовета с административным центром в селе Ушаки.
По данным 1990 года посёлок Ушаки также входил в состав Ушакинского сельсовета.
В посёлке в советское время находился совхоз «Ушаки» — ныне агротехническое предприятие ЗАО «Ушаки», специализирующееся на выращивании продукции овощеводства.
В 1997 году в посёлке Ушаки Ушакинской волости проживали 1924 человека, в 2002 году — 1823 человека (русские — 93 %).
В 2007 году в посёлке Ушаки Тосненского ГП — 1810 человек.

## География
Находится в северной части района на автодороге 41К-830 (подъезд к совхозу «Ушаки»), к югу и смежно с центром поселения городом Тосно.
Расстояние до административного центра поселения — 4 км. Транспорт — автобус № 1.
Через посёлок протекает река Тосна.

## Демография
| 2007 | 2010  | 2017  |
| ---- | ----- | ----- |
| 1810 | ↗1815 | ↘1813 |

## Улицы
Круговая.